# Lógica deôntica
A lógica deôntica é um tipo de lógica modal usada para analisar formalmente as normas ou as proposições que tratam acerca das normas.

## Introdução
Normas são, por exemplo, os significados das seguintes frases : "te ordeno que te cales, mal educado!", "proibida a entrada; cão agressivo pode atacar", "todo ser humano é livre para expressar seu pensamento".
- A partir do operador O, que significa "obrigatório", é possível qualificar atos ou proposições como obrigatórios. Por exemplo, o ato "pagar impostos", que representaremos com o símbolo p, pode ser obrigatório: Op. Ou ainda, a proposição "os impostos são pagos" cujo símbolo será p*, pode ser obrigatória: Op*. Alguns lógicos pensam que as normas resultantes não são nem verdadeiras nem falsas, senão válidas ou inválidas.
- A partir do operador de obrigação e da negação lógica (que se escreve ¬) é possível definir os operadores de proibição (Ph) e de permissão (P):

Op ≡ Ph¬p ≡ ¬P¬p
O anterior se lê: "(Obrigatório p) se e somente se (proibido não p) se e somente se (não permitido não p)".
- Perda de significado

A lógica deôntica padrão expressaria os exemplos dados antes através da linguagem simplificada que acabamos de mencionar, ainda que certa informação ou sentido se perca: "te ordeno que te cales, mal educado!" se expressaria dizendo simplesmente "obrigatório calar-se" ou "obrigatório que haja silêncio"; "proibida a entrada; cão agressivo pode atacar" se expressaria dizendo "proibida a entrada" ou "proibido que alguém entre"; "todo ser humano é livre para expressar seu pensamento" se expressaria dizendo "permitido o ato de expressar o próprio pensamento" ou "permitido que seja expresso o próprio pensamento".
Algumas linguagens deônticas mais complexas podem expressar rigorosamente noções associadas, como o conceito de sanção ou ameaça de sanção (evocada no exemplo do cão) ou o conceito de direito individual (como o exemplo do direito à livre expressão das idéias).
- O operador de faculdade se define: Fp ≡ Pp ^ P¬p

O anterior se lê: "(Facultativo p) se e somente se (Permitido p e permitido não p)".
O operador de faculdade ou de capacidade parece mais adequado para expressar o último dos exemplos. "Todo ser humano é livre para expressar seu pensamento" ficaria como: "é facultativa a conduta de expressar o próprio pensamento" ou "é facultativo que seja expresso o próprio pensamento" ou, o que é o mesmo, "estão permitidas ambas condutas: expressar e não expressar o próprio pensamento".
- Tabela de equivalências

  Op   ≡   Ph¬p   ≡ ¬P¬p
  O¬p ≡   Php     ≡ ¬Pp
¬O¬p ≡ ¬Php     ≡   Pp
¬Op   ≡ ¬Ph¬p   ≡   P¬p
O operador F não permite definir aos outros operadores por si só.
- Os axiomas fundamentais do sistema padrão de lógica deôntica são:

Princípio de permissão :
Pp v P¬p
Se lê: "acerca de todo ato (ou de toda proposição relativa a um ato), ou é permitido ou é permitida sua negação".
Princípio de distribuição deôntica :
P(p v q) ≡ Pp v Pq
Se lê: "o enunciado segundo o qual a disjunção de dois atos está permitida equivale, por sua vez, à disjunção de dois enunciados: o que afirma que o primeiro ato está permitido e o que afirma que o segundo ato está permitido".
Este último axioma se escreve às vezes:
O(p ^ q) ≡ Op ^ Oq

## História
Filósofos da escola Mimansa da Índia aos da Grécia Antiga já fizeram abordagens sobre as relações formais dos conceitos da lógica deôntica e filósofos da baixa Idade Média compararam conceitos deônticos com conceitos aléticos.
Gottfried Leibniz é o precursor da lógica deôntica. Em 1671, em seus Elementos de direito natural, Leibniz observa  analogia dos conceitos normativos "justo", "injusto" e "facultativo" com os conceitos modais aléticos "necessário", "possível" e "impossível". Por exemplo, Leibniz escreve que "todo o que é justo é possível para aquele que ama a todo o mundo" (amanti omnes). Ou, mais próximo da lógica deôntica contemporânea, postula que "tudo aquilo que é obrigatório (debitum) é necessário para aquele que ama a todo o mundo". Em símbolos contemporâneos, podemos representar essa última frase do seguinte modo (onde N é o operador alético de necessidade, G é uma constante que significa, digamos, "ser bom", a é um indivíduo do qual se predica o anterior e → é o condicional material):
Op → N(Ga → p)
A análise de Leibniz foi redescoberta pelo filósofo sueco Kanger, em 1950, que interpreta G como "aquilo que é prescrito pela moral". Em 1956, Alan Anderson popularizou um esquema de redução equivalente ao de Leibniz e Kanger (no qual S pode significar a ameaça de uma sanção ou o fato de que a norma tenha sido violada):
Op → N(¬p → S)
O filósofo austríaco Ernst Mally é autor de uma tentativa de formalização de um sistema de ética puro, em 1926. Esse sistema resultou insatisfatório porque permitia provar o teorema seguinte, cujas consequências são absurdas:
p ≡ Op
…que se lê "que p é o caso equivale a que é obrigatório realizar p ou fazer o próprio para que p ocorra". O sistema fundador da lógica deôntica contemporânea é obra do filósofo finlandês Georg Heinrik von Wright, em seu artigo Deontic Logic, publicado no periódico Mind, em 1951. Por sua vez, o chamado sistema padrão é uma interpretação modal desse sistema fundador em termos da semântica de mundos possíveis [ver o artigo lógica modal].
A interpretação modal significou o abandono do chamado axioma de contingência deôntica presente no sistema fundador de von Wright, axioma segundo o qual "um ato tautológico não é necessariamente obrigatório e uma contradição não está necessariamente proibida". Uma das objeções recorrentes que se faz ao sistema padrão é a dita perda de contingência, pois, por exemplo, se bem que seja verdade que 2 + 2 = 4, por que esse fato tem que ser considerado como obrigatório? A semântica de mundos possíveis oferece uma resposta possível a tal objeção: um fato que é verdadeiro em todos os mundos possíveis o será também nos mundos que são considerados como obrigatórios (supondo que 2 + 2 = 4 seja verdade em TODO mundo possível, então também será verdade em qualquer dos mundos possíveis que um legislador ordene que isso ocorra).
Por todo o restante de sua vida, von Wright abriu novas linhas de investigação em lógica deôntica. Em particular, em matéria de lógica da ação e lógica deôntica com modalidades condicionais ou relativas.
Ainda que se pudesse pensar que a lógica deôntica contemporânea nasceu como uma criação escandinava (dada a nacionalidade dos fundadores Won Wright e Kanger, inspirados pela escola realista escandinava de filosofia do direito), outras importantes contribuições têm surgido nos Estados Unidos, no restante da Europa e na América Latina. Nessa última região, destacam-se os trabalhos pioneiros dos argentinos Carlos Alchourrón e Eugenio Bulygin em matéria de aplicação da lógica deôntica à teoria do direito, assim como os trabalhos do primeiro deles em lógica não-monotônica.

## Questões em aberto
Entre as perguntas que se encontram abertas entre os investigadores em lógica deôntica, destacam-se as seguintes: 
1. a lógica deôntica é uma simples lógica modal cujos operadores são interpretados em termos de obrigações, permissões e proibições? ;
2. ou, pelo contrário, a lógica deôntica é uma extensão ou um desvio da lógica modal?;
3. existe algum sistema de lógica deôntica que sirva para melhorar o raciocínio dos juízes e advogados?;
4. em que consistiria a melhora?;
5. em fazer suas decisões mais justas, mais coerentes, mais completas?;
6. que é a justiça do ponto de vista lógico?;
7. qual é o melhor sistema de lógica deôntica para aplicar-se em inteligência artificial?;
8. um robô poderia ser um bom juiz?;
9. frente à tricotomia de mundos possíveis, impossíveis e necessários da lógica modal, não é verdade que podemos imaginar um contínuo de mundos desde um mundo onde todas as obrigações se violam até um mundo onde todas se cumprem, passando por uma série infinita de matizes e de situações condicionais do tipo: "supondo que se viole a obrigação de pagar impostos, deve-se respeitar a obrigação de pagar as multas e, supondo que se viole a obrigação de pagarem-se as multas, deve-se respeitar a obrigação de não se fugir de prisão e, supondo que se viole…"?.